# Caspar Schlumpf (Bürgermeister)
Caspar Schlumpf († 1524 in St. Gallen) wurde erstmals 1500 in St. Gallen erwähnt und war ein Bürgermeister von St. Gallen (Schweiz).

## Leben
Caspar Schlumpf wurde als Sohn seines gleichnamigen Vaters, Caspar Schlumpf, Elfer und Ratsherr, geboren.
Von 1500 bis 1508 war er Zunftmeister in der Weberzunft und in dieser Zeit von 1505 bis 1508 Unterbürgermeister.
Von 1510 bis 1524 war er im Wechsel mit Heinrich Hochreutiner (bis 1513), Jacob Krum und Kaspar von Fahnbühl (gewählt 1514) im Dreijahresturnus Amtsbürgermeister, Altbürgermeister und Reichsvogt.
Caspar Schlumpf war mit Elsbetha Varnbühler, Mitbesitzerin einer Leinwandgesellschaft, verheiratet. Sein gleichnamiger Enkel Kaspar Schlumpf wurde ein sehr vermögender Kaufmann und ebenfalls Bürgermeister in St. Gallen.